# André Frey
Cet article concerne le footballeur. Pour l'aviateur, voir André Frey (aviateur). Pour les autres homonymes, voir Frey.
André Frey est un footballeur international français né le 5 novembre 1919 à Rosselange (Moselle) et mort le 18 décembre 2002 à Nice (Alpes-Maritimes). Il a évolué entre 1939 et 1951 comme défenseur à Metz et à Toulouse. Il a connu six sélections en équipe de France dans les années d'après guerre.

## Biographie
Ce défenseur formé à Metz part en 1940 jouer à Toulouse, il revint à Metz après la libération en 1944 et fit partie de la toute première équipe du Club à la Croix de Lorraine après-guerre. Durant son court retour en Lorraine, il gagna la Coupe de La Victoire, 2 ans après avoir été champion de France avec Toulouse. En 1948, il fut titulaire lors du fameux déplacement du FC Toulouse en Espagne pour disputer un match amical contre le FC Barcelone gagné 1-0 devant 60.000 spectateurs au stade Camp de Les Corts, le premier stade du Barça avant le Camp Nou. L'année suivante, il sera le premier joueur à avoir fait trembler les filets du Stadium de Toulouse à l'occasion de l'«inauguration» footballistique de l'enceinte. 
International le 24 décembre 1944, il participe à trois matches de qualification pour la Coupe du monde en 1949. Sa dernière convocation en équipe de France a été comme sa première, contre la Belgique, dans un match perdu 4-1 en juin 1950.
Il meurt à Nice 18 décembre 2002 à 83 ans. Il repose au cimetière de Carros (Alpes maritimes).

## Famille
Son fils Raymond Frey fut également footballeur professionnel, évoluant au poste de gardien principalement au FC Tours, ainsi que les deux fils de celui-ci, le gardien international Sébastien Frey (2 sélections en équipe de France) et  le défenseur Nicolas Frey, les deux menant leur carrière principalement en Italie.

## Carrière de joueur
- 1937-1940 :  FC Metz
- 1940-1944 :  Toulouse FC
- 1944-1945 :  FC Metz
- 1945-1951 :  Toulouse FC

## Palmarès
- International A de 1944 à 1950 (6 sélections)
- Champion de France en 1943 avec le Toulouse FC
- Vice-Champion de France en 1941 et 1942 avec le Toulouse FC
- Vainqueur de la Coupe de la Victoire en 1945 avec le FC Metz
- Finaliste de la Coupe De France en 1938 avec le FC Metz